# 귀뚜라미붙이속
귀뚜라미붙이속(학명: Galloisiana 갈로이시아나[*])은 귀뚜라미붙이목에 속하는 곤충 속이다. 우윳빛 또는 담갈색을 띤다. 무시(無翅)·무변태의 고산성(高山性)으로, 수목대 한계 부근이나 소택 부근에서 많이 보이며, 썩은 나무나 지하 동굴에서도 자주 발견된다. 동굴성이 아닌 야외성 생활을 하는 종은 작은 눈이 존재한다. 1세대는 약 7년으로, 교미 6개월 후에 산란하며 발생에는 1년, 유충기가 5년, 성숙에 1년이 걸리며, 성충으로서의 생존기간은 약 1년이다. 여러 가지 면에서 현존하는 어떤 것들과도 다르며 흔히 화석곤충이라 일컬어지고 있다. 현재 기록종은 18종만이 알려져 있는데 한국에서 발견된 것은 동굴종으로 고수귀뚜라미붙이 등이 있다.

## 한국의 종
- 고수귀뚜라미붙이 (G. kosuensis) Namkung, 1974
- 백두귀뚜라미붙이 (G. sinensis Wang, 1987)
- 묘향귀뚜라미붙이 (G. sofiae Szeptycki, 1987)
- 오대산귀뚜라미붙이 (G. odaesanensis Kim & Lee, 2007)
- 예봉산귀뚜라미붙이 (G. yebongsanensis)

## 동아시아의 종
- 일본귀뚜라미붙이 (G. nipponensis)